# Jules Trinité
Jules Cyrus Angelle Trinité (Saint-Quentin-des-Isles, 22 dicembre 1856 – Azay-le-Rideau, 17 dicembre 1921) è stato un tiratore a segno francese.

## Carriera
In carriera, Trinité partecipò ai Giochi della II Olimpiade di Parigi del 1900 dove vinse una medaglia d'argento nella pistola militare a squadre.
Partecipò anche ad alcuni campionati mondiali di tiro all'inizio del Novecento. In tutto vinse due medaglie mondiali nella pistola a squadre da 50 metri, entrambe d'argento nel 1900 e 1901.

## Palmarès
| Anno | Manifestazione      | Sede    | Evento                     | Risultato |
| ---- | ------------------- | ------- | -------------------------- | --------- |
| 1900 | Olimpiadi           | Parigi  | Pistola militare a squadre | Argento   |
| 1900 | Campionati mondiali | Parigi  | Pistola 50 m a squadre     | Argento   |
| 1901 | Campionati mondiali | Lucerna | Pistola 50 m a squadre     | Argento   |